# Ancema cretheus
Ancema cretheus är en fjärilsart som beskrevs av De Nicéville 1895. Ancema cretheus ingår i släktet Ancema och familjen juvelvingar. Inga underarter finns listade i Catalogue of Life.